# Pertransiit benefaciendo
Pertransiit benefaciendo (o pertransivit benefaciendo) è una locuzione latina che, tradotta letteralmente, significa "passò facendo del bene" e deriva da una frase biblica presente nel versetto Atti 10, 38: 
È l'elogio postumo della vita del Redentore. La frase è spesso incisa su tombe di persone che hanno compiuto in vita grandi opere di beneficenza e su annunzi mortuari di persone pie che hanno fatto proprio l'esempio di bontà del Redentore.